# Castillo de San Aniceto

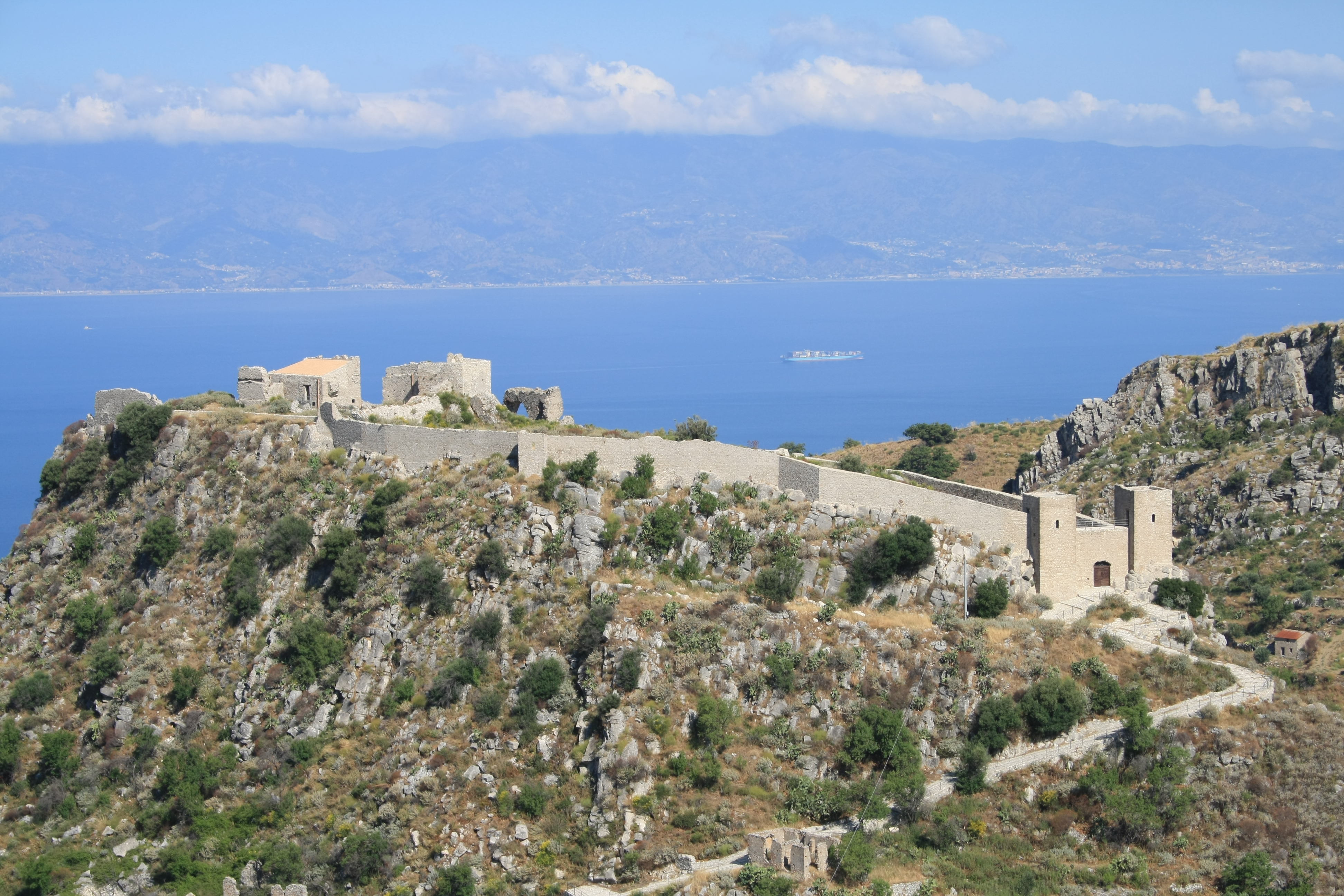
Castillo de San Aniceto.

El castillo de San Aniceto (en italiano: Castello di Sant'Aniceto, en normando: Motta San Niceto) es un castillo bizantino construido a principios del siglo XI en una colina de Motta San Giovanni, en la actual provincia italiana de Reggio Calabria.
Es uno de los pocos ejemplos de arquitectura altomedieval en Calabria, así como una de las escasas fortificaciones bizantinas bien conservadas en el mundo. Su nombre deriva del almirante bizantino Nicetas Oryphas (860–873).

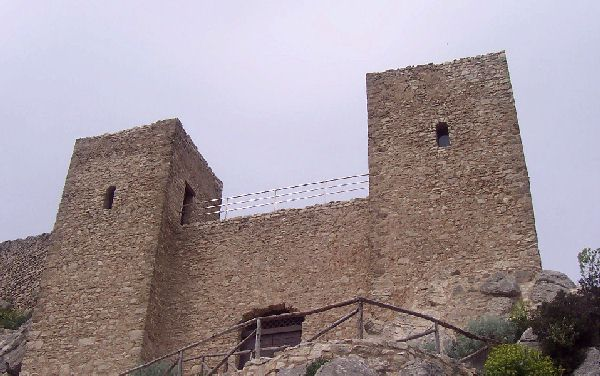
Torres normandas junto a la entrada.

## Historia y arquitectura
El castillo es un edificio normando construido a principios del siglo XI en una colina en Motta San Giovanni.
El castillo tiene un plano irregular, que recuerda al de un barco con la proa dirigida hacia las montañas y la proa mirando al mar. Flanqueando la entrada hay dos torres rectangulares, y en el patio central hay una pequeña capilla que tiene una cúpula pintada al fresco en la que aparece un pantocrátor, figura frecuente del arte bizantino.
La altura de las bien conservadas murallas varía de 3 a 3.5 metros según las zonas, y su anchura es de un metro.